# Nokono-shima
L'île Nokono ou Nokono-shima (能古島) est une des principales îles de la baie de Hakata, dans la préfecture de Fukuoka, au Japon.
Elle culmine à 195 mètres.

## Galerie

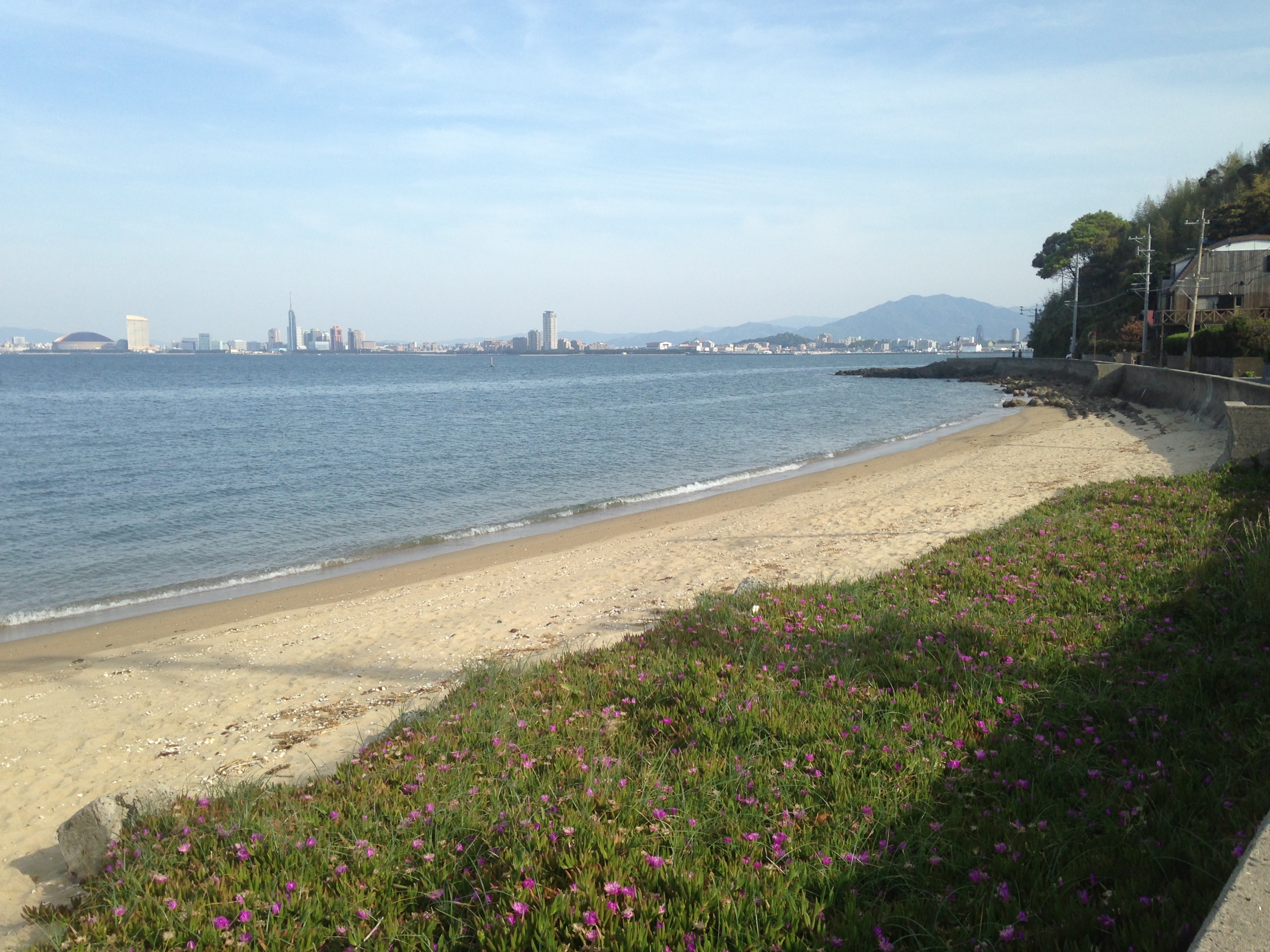
Plage de l'île et vue sur le centre-ville de Fukuoka.
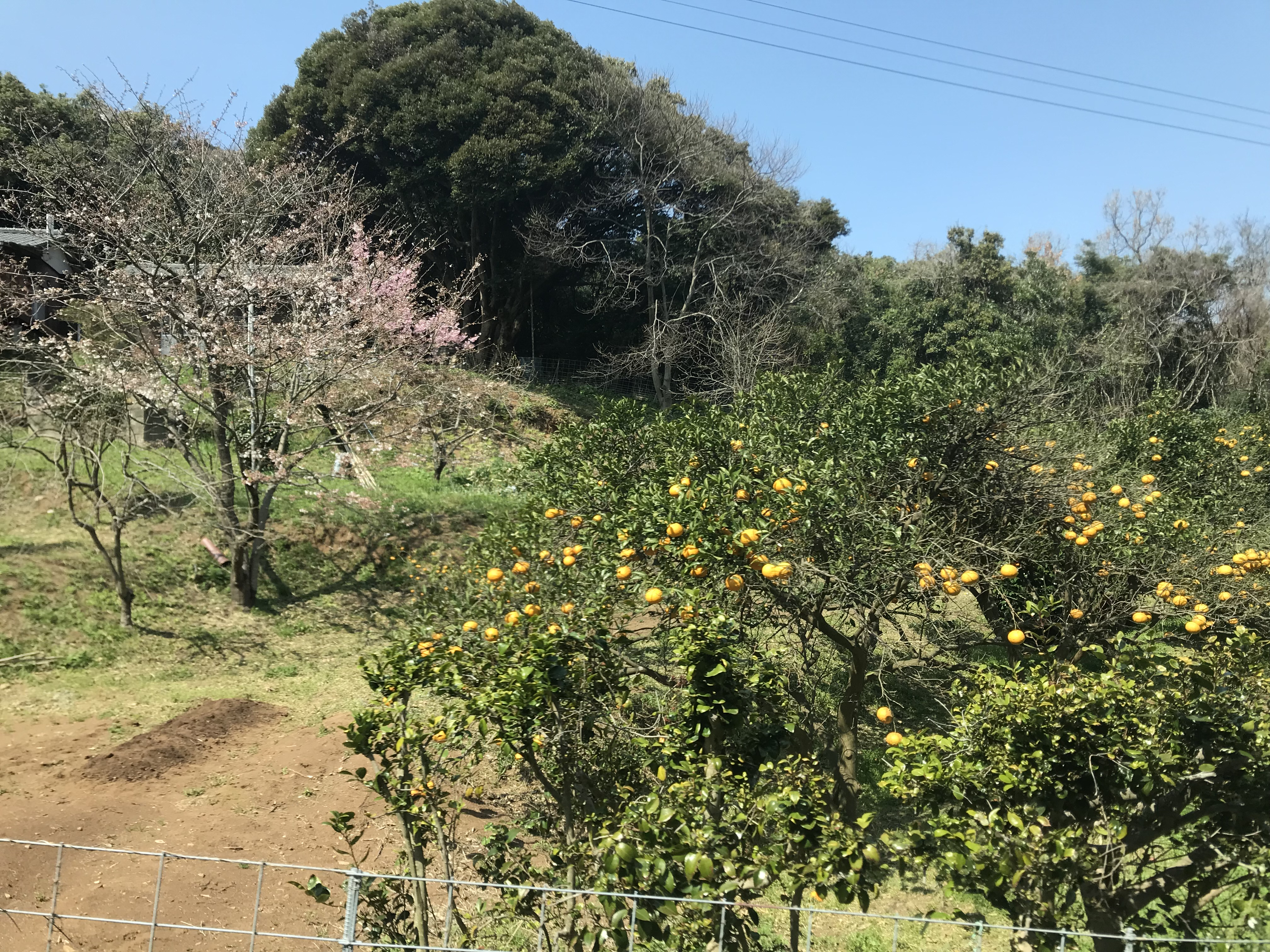
Végétation de l'île.
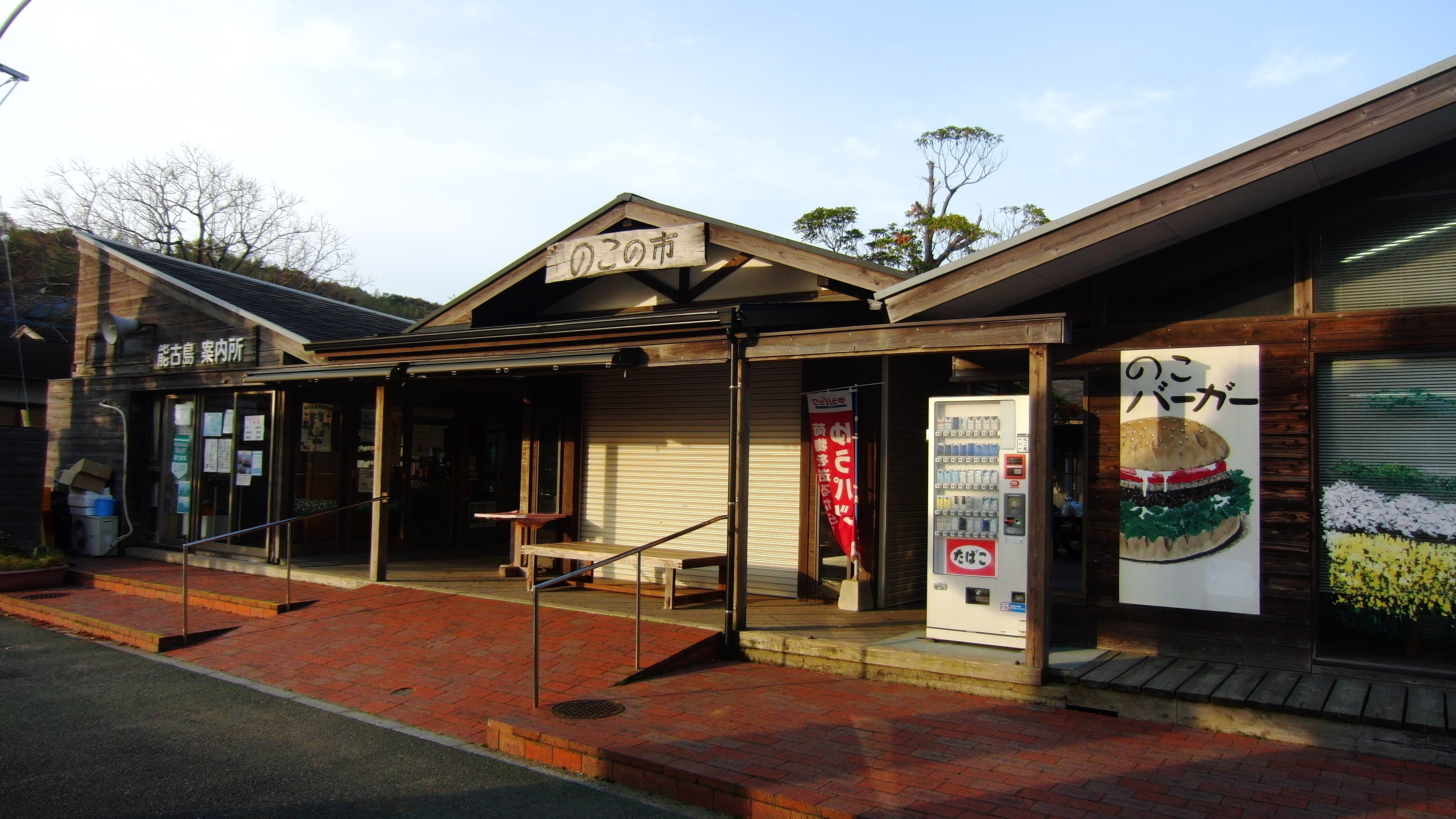
Centre d'information touristique.
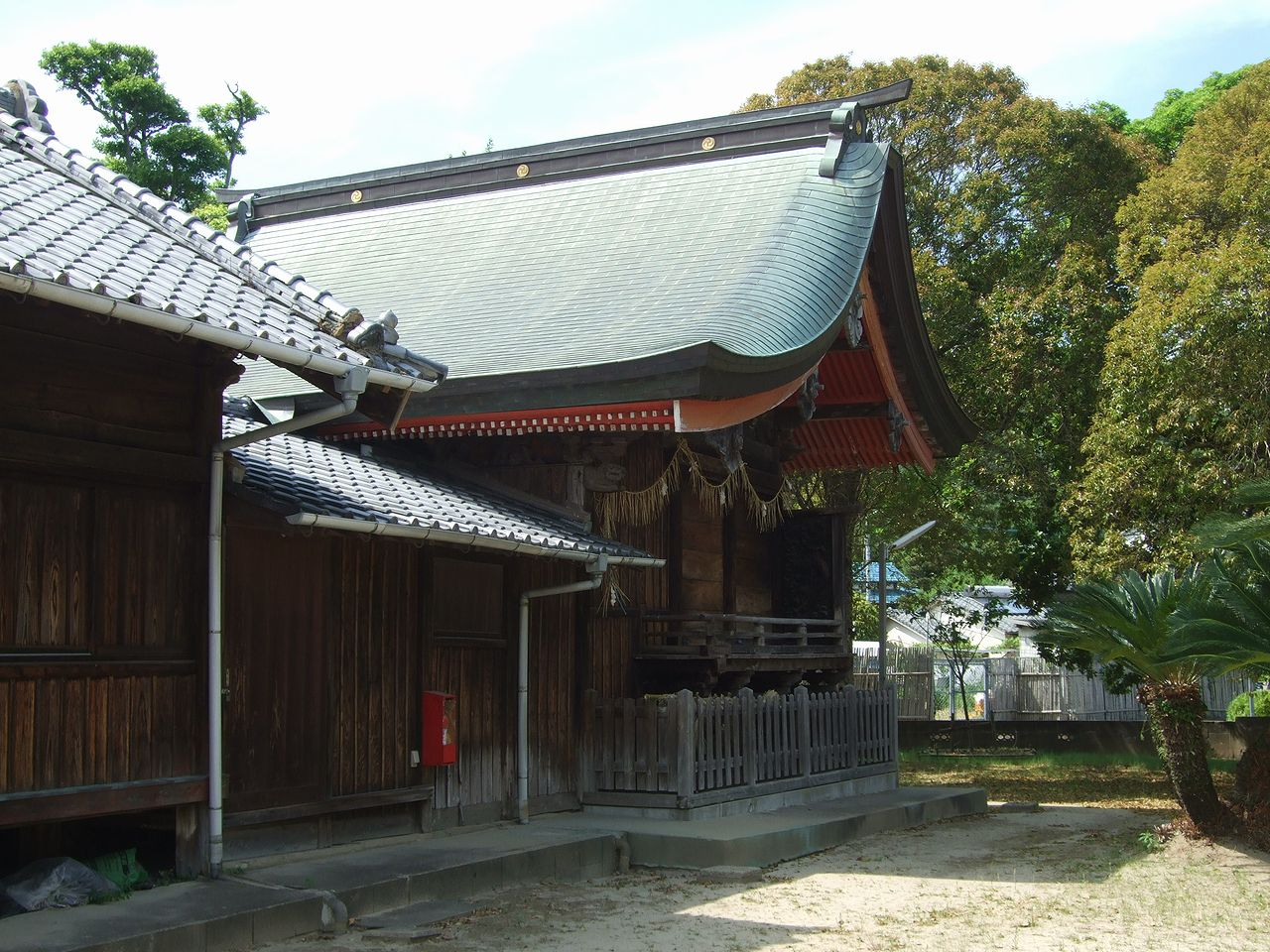
Temple shinto.